# Just Fontaine
Just Fontaine (født 18. august 1933 i Marrakech, Fransk Marokko, død 1. marts 2023) var en fransk fodboldspiller af marokkansk afstamning, der spillede som angriber hos de franske klubber OGC Nice og Stade Reims, samt US Casablanca i Marokko. Han er verdensberømt som den spiller der har scoret flest mål nogensinde ved en enkelt VM-slutrunde, nemlig 13 mål under VM i 1958 i Sverige. Han er (til og med VM 2006) også den fjerdemest scorende spiller i VM-sammenhæng i alt, kun overgået af brasilianske Ronaldo (15 mål) og Gerd Müller (14 mål) og Miroslave Klose (16 mål) fra Tyskland.
Med OGC Nice og Stade Reims vandt Fontaine i alt fire franske mesterskaber og pokaltitler. I 1958 og 1960 blev han desuden topscorer i Ligue 1Han blev ligeledes topscorer i UEFA Europacup for Mesterhold 1958-59. Han blev i 2004 udvalgt til FIFA 100, en kåring af de 125 bedste nulevende fodboldspillere gennem historien.
Efter sit karrierestop blev Fontaine træner, og stod blandt andet i spidsen for det franske landshold samt storklubben Paris Saint-Germain.

## Landshold
Fontaine nåede i løbet af sin karriere at spille 21 kampe for Frankrigs landshold, hvori han scorede imponerende 30 mål. Han repræsenterede sit land i årene mellem 1953 og 1960, og på trods af sin enorme succes ved VM i 1958 var denne slutrunde den eneste han opnåede deltagelse i.

## Titler
Ligue 1
- 1956 med OGC Nice
- 1958, 1960 og 1962 med Stade Reims

Coupe de France
- 1954 med OGC Nice
- 1958 med Stade Reims